# Live 1983–1989
 Live 1983–1989 je album uživo britanskog sastava Eurythmics, sniman tijekom 1980-ih.

## Popis pjesama
Sve pjesme napisali su Annie Lennox i David A. Stewart osim gdje je drukčije navedeno.

### CD 1
1. "Never Gonna Cry Again"
2. "Love Is a Stranger"
3. "Sweet Dreams (Are Made of This)"
4. "This City Never Sleeps"
5. "Somebody Told Me"
6. "Who's That Girl?"
7. "Right By Your Side"
8. "Here Comes the Rain Again"
9. "Sexcrime (Nineteen Eighty-Four)"
10. "I Love You Like a Ball and Chain"
11. "Would I Lie to You?"

### CD 2
1. "There Must Be an Angel (Playing with My Heart)"
2. "Thorn in My Side"
3. "Let's Go!"
4. "Missionary Man"
5. "The Last Time"
6. "The Miracle of Love"
7. "I Need a Man"
8. "We Two Are One"
9. "(My My) Baby's Gonna Cry"
10. "Don't Ask Me Why"
11. "Angel"

### CD 3
(uživo u Rimu, 27. listopada 1989.)
1. "You Have Placed a Chill in My Heart"
2. "Here Comes the Rain Again"
3. "Would I Lie to You?"
4. "It's Alright (Baby's Coming Back)"
5. "Right By Your Side"
6. "When Tomorrow Comes" (Lennox, Patrick Seymour, Stewart)